# Silbenfugen-h
Als Silbenfugen-h (auch: silbeninitiales h, Silbentrennungs-h, Silbengrenzen-h, Verbindungs-h, Hiatvermeidungs-h) bezeichnet man in der Linguistik einen Buchstaben h, der im Deutschen in trochäischen Erbwörtern dann zwischen die prominente (betonte) Silbe und die Reduktionssilbe bzw. Nebensilbe eingefügt werden kann, falls an dieser Stelle sonst zwei Vokalbuchstaben direkt aneinanderstießen. Beispiele: gehen, Krähe, Reihe, Drohung.
Lautlich befindet sich an dieser Stelle ein Hiat; schreiblich würde ohne das Silbenfugen-h eine unübersichtliche Häufung von Vokalbuchstaben erscheinen. Das Silbenfugen-h dient dem Leser als Aussprachehilfe und weist ihm auf, dass sich hier eine Silbengrenze befindet und wo genau sie liegt. Beispiele: Das Wort Schlehe könnte, wenn hier kein Silbenfugen-h für Eindeutigkeit sorgen würde, wegen der Schreibung <ee> irrtümlich für ein Reimwort zu Schnee gehalten werden; beim Wort Lohe könnten Leser, wenn das <h> entfiele, die Schreibung <oe> irrtümlich als eine Alternativschreibung für den Umlaut <ö> deuten.
Typisch für das Neuhochdeutsche ist es, dass die Schreibungen prominenter Silben beim Wechsel in Beugungs- und Ableitungsformen meist erhalten bleiben. Schreibungen mit Silbenfugen-h werden darum auch dann beibehalten, wenn die Reduktions- bzw. Nebensilbe entfällt. Beispiele: Zehe → Zeh, dem Viehe → das Vieh.

## Abgrenzung: Silbenfugen-h und Dehnungs-h
Das Silbenfugen-h wird von Laien irrtümlich oft für ein Dehnungs-h gehalten. Dieser Irrtum wird dadurch genährt, dass es (wie das Dehnungs-h) stumm ist und dass es (wie das Dehnungs-h) stets hinter Langvokalen erscheint. Vokale, denen kein Konsonant folgt, sind in prominenten Silben jedoch immer lang.
Bereits auf den ersten Blick kann das Silbenfugen-h vom Dehnungs-h unterschieden werden, weil ihm kein Konsonantenbuchstabe <l>, <m>, <n> oder <r> folgt. Lediglich in Beugungsformen, besonders in Partizipien, kann es zu Buchstabenfolgen wie „Silbenfugen-h + t“ kommen (Beispiele: nähen → du nähst, er näht, genäht, auch: Naht).

## Aussprache
Das Silbenfugen-h wird in der Standardaussprache nicht verlautet, sondern ist stumm. Beim Singen oder in einer übertreibend am Schriftbild orientierten Aussprache (Pilotsprache), wie sie von manchen Lehrern im Unterricht praktiziert wird, kann es hingegen als Laut [h] gesprochen werden.

## Etymologie
Das Silbenfugen-h entstand am Übergang vom Mittelhochdeutschen zum Frühneuhochdeutschen, nachdem einige Konsonantenlaute (w, j, g, h) in zwischenvokalischen Positionen verstummt waren; die betroffenen Wörter wurden nach dem Muster von Wörtern wie sehen (ahd. sehan [mit x-Laut] → mhd. sehen [mit x-Laut] → nhd. sehen [stumm]) nun mit einem Buchstaben h geschrieben (ahd. êwa → mhd. êwe → nhd. Ehe; ahd. fruoji → mhd. früeje → nhd. früh; ahd. gangan → mhd. gegen → nhd. gehen).

## Regeln
Nach Monophthong wird das Silbenfugen-h, sofern eine trochäische Form existiert, fast immer gesetzt. Beispiele: drehen, früh (Trochäen: Frühe, früher), Höhe, Krähe, Kuh (Trochäus: Kühe), Lohe, Vieh (Trochäus: dem Viehe). Laien ist die Etymologie nicht immer ersichtlich (schlohweiß, Interjektionen wie oh). Vereinzelt entfällt das Silbenfugen-h auch (Beispiele: säen, aber: nähen).
Partikelwörter wie da, nie, wo, du sind unbeugbar und bringen folglich keine Trochäen hervor; sie werden darum grundsätzlich ohne Silbenfugen-h geschrieben. Eine Ausnahme ist das Wort ja, von dem die Verbform bejahen abgeleitet werden kann.
Hinter den Diphthongen [ɔɪ̯] (teuer) und [aʊ̯] (Mauer) wird das Silbenfugen-h niemals geschrieben. Die letzte noch verbliebene Unregelmäßigkeit – die Schreibung des Wortes rau mit h – wurde mit der Reform der deutschen Rechtschreibung von 1996 abgeschafft. Hinter dem Diphthong [aɪ̯] wird das Silbenfugen-h unregelmäßig geschrieben (gedeihen, Reiher, Weihe, verzeihen, aber: Eier, Kleie, Leier, schneien).